# Vic Emery
Victor "Vic" Emery  (Montreal, 28 juni 1933) is een voormalig Canadees bobsleepiloot. Emery won in de 1964 olympisch goud in de viermansbob samen met zijn broer John Emery, in de tweemansbob was hij samen met Peter Kirby als vierde geëindigd. Een jaar later stuurde Emery zijn viermansbob naar een wereldtitel en de tweemansbob naar een bronzen medaille.

## Resultaten
- Olympische Winterspelen 1964 in Innsbruck 4e in de tweemansbob
- Olympische Winterspelen 1964 in Innsbruck  in de viermansbob
- Wereldkampioenschappen bobsleeën 1965 in Sankt Moritz  in de tweemansbob
- Wereldkampioenschappen bobsleeën 1965 in Sankt Moritz  in de viermansbob

1924: Scherrer / Neveu / A.Schläppi / H.Schläppi ·
1928: Fiske / Tucker / Mason / Gray / Parke ·
1932: Fiske / Eagan / Gray / O'Brien ·
1936: Musy / Gartmann / Bouvier / Beerli ·
1948: Tyler / Martin / Rimkus / D'Amico ·
1952: Ostler / Kuhn / Nieberl / Kemser ·
1956: Kapus / Diener / Alt / Angst ·
1964: V.Emery / Kirby / Anakin / J.Emery ·
1968: Monti / De Paolis / Zandonella / Armano ·
1972: Wicki / Leutenegger / Camichel / Hubacher ·
1976: Nehmer / Babock / Germeshausen / Lehmann ·
1980: Nehmer / Musiol / Germeshausen / Gerhardt ·
1984: Hoppe / Wetzig / Schauerhammer / Kirchner ·
1988: Fasser / Meier / Fässler / Stocker ·
1992: Appelt / Schroll / Winkler / Haidacher ·
1994: Czudaj / Brannasch / Hampel / Szelig ·
1998: Langen / Zimmermann / Jakobs / Hampel ·
2002: Lange / Kühn / Kuske / Embach ·
2006: Lange / Hoppe / Kuske / Putze ·
2010: Holcomb / Mesler / Tomasevicz / Olsen ·
2014: Melbārdis / Dreiškens / Vilkaste / Strenga  ·
2018: Friedrich / Bauer / Grothkopp / Margis   ·
2022: Friedrich / Margis / Bauer / Schüller